# Бурдулі Елгуджа Володимирович
Елгуджа Володимирович Бурдулі (груз. ელგუჯა ვლადიმერის ძე ბურდული; 1 квітня 1941 , Тбілісі  — 5 березня 2022 ) — радянський і грузинський кіноактор, співак.

## Біографія
Елгуджа Бурдулі народився 1 квітня 1941 року в Тбілісі. Вступив 1959 року на вечірнє відділення Грузинського державного політехнічного інституту і навчався на будівельному факультеті до 1969 року. Перед тим як зайнятися акторською діяльністю, працював матросом водної станції «Тбіліського моря» (1958), бетонярем управління дорожнього будівництва «Інжбуд» (1960—1961), артистом Державного Хореографічного ансамблю народних танців ГРСР під керівництвом Н. Рамішвілі та І. Сухішвілі (1961—1964), бригадиром комплексної бригади РСУ Машпрому РНГ ГРСР (1964), оператором 2-го розряду АЗС м. Тбілісі (1965—1984).
З 1974 року почав активно зніматися в кіно. У 1993 році став членом Російської академії кінематографічних мистецтв «Ніка». У 1999 році увійшов до Гільдії кіноакторів Росії.
З 1991 року служив вівтарником у тбіліському храмі Сіоні. Помер 5 березня 2022 року у віці 80 років.

## Сім'я
Дружина — актриса кіно і театру Інеза Абесадзе (нар. 1940). Сини Ладо (нар. 1964), Бакурі (нар. 1975), дочка Майя (нар. 1965).

## Фільмографія
- 1974 — Рейс перший, рейс останній — Гуджа, шофер
- 1974 — Йду своїм курсом — Аракелов, матрос
- 1977 — Ненависть — Прохор
- 1977 — Перелітні горобці — Гуджа
- 1978 — Загін особливого призначення — Гуджа Баблуані
- 1978 — Забудьте слово «смерть» — Охрім
- 1979 — Мацгі — Мацгі
- 1979 — Поклик у пелагоні — Ахмах
- 1979 — Хліб, золото, наган — Пашка, циган
- 1980 — Мета — Ашордія
- 1981 — Плавець — Дурмішхан Думбадзе, дід
- 1982 — Дмитрій II — Давід
- 1982 — Звернення — Цар Міріан
- 1982 — Курінь мудрості — Оповідач
- 1982 — Азбука мудрості
- 1982 — Сафо — Дезертир
- 1983 — Портрет
- 1983 — Весна проходить — Батарек Чінчараулі
- 1983 — Заручник — Ватажок
- 1983 — Молитва
- 1984 — Гудамакрські оповіді — Хевісбері
- 1984 — Не та людина — Похмурий
- 1985 — Угода — Чако
- 1985 — Капкан для шакалів — Гаїб-бек
- 1985 — Русь споконвічна — Велізарій
- 1985 — Чоловіки та інші
- 1985 — Робінзонада, або Мій англійський дідусь — Лаврентій Мгеладзе
- 1986 — Борис Годунов — Арабський купець
- 1986 — Потрібні люди — Резо, будівельник
- 1986 — Шість снігових днів — Гуджа
- 1986 — Кульгавий Дервіш — Погонич
- 1986 — Міражі кохання — Барлас
- 1986 — Очі чорні — Джузеппе
- 1986 — Уповноважений революцією[ru] — Еліава
- 1987 — Мандрівник — Никифорович, старший матрос, що при перетині екватора зображував Нептуна
- 1987 — Шукач пригод — Гуджа
- 1987 — Незакінчений портрет — Бармен
- 1989 — Важко бути богом — Барон Пампа
- 1992 — Сонце несплячих — доктор Гела Бенделіані
- 1993 — Кавказький вечір
- 1996 — Тисяча й один рецепт закоханого кулінара[en] — дідусь
- 2000 — 27 вкрадених поцілунків[en] — директор школи
- 2001 — Анфім Іверський[ru] — Лупе
- 2001 — 13 асурійських отців — Оповідач
- 2009 — Чорний баран — Ліпаріт
- 2011 — Моя божевільна сім'я![ru]
- 2017 — Рух вгору — грузинський аксакал
- 2019 — Я подарую тобі перемогу — Міша у зрілому віці

## Дискографія
- 2003 — Пловец, певец прекрасных дам[ru][5]
- 2005 — Воспоминания[6].

## Нагороди
- 1992 — головний приз за найкращу чоловічу роль у фільмі Сонце несплячих на кінофестивалі «Сузір'я».
- 1993 — премія «Ніка» за найкращу чоловічу роль у фільмі «Сонце несплячих».
- 2021 — Почесний громадянин Тбілісі